# Sun City

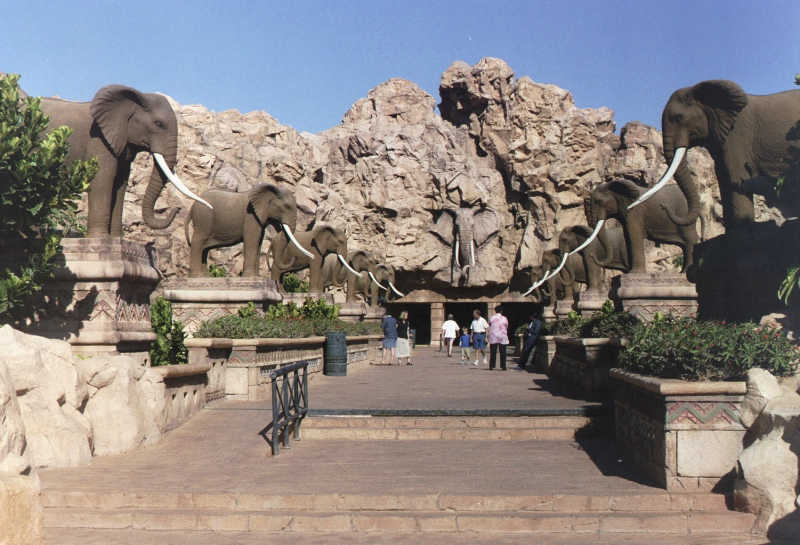
O Palácio Perdido, parte do complexo do Sun City

Sun City é um casino resort de luxo na África do Sul, localizado na província do Noroeste. Situa-se perto da cidade de Rustemburgo. Foi aberto oficialmente em 7 de Dezembro de 1979.